# Sonkavaara
Sonkavaara är ett berg i Finland.   Det ligger i den ekonomiska regionen  Fjäll-Lappland  och landskapet Lappland, i den norra delen av landet, 900 km norr om huvudstaden Helsingfors. Toppen på Sonkavaara är 441 meter över havet, eller 181 meter över den omgivande terrängen. Bredden vid basen är 3,6 km.
Terrängen runt Sonkavaara är huvudsakligen platt.  Trakten runt Sonkavaara är nära nog obefolkad, med mindre än två invånare per kvadratkilometer.